# Centromochlus altae
Centromochlus altae és una espècie de peix de la família dels auqueniptèrids i de l'ordre dels siluriformes.

## Morfologia
Els mascles poden assolir els 3,5 cm de llargària total.

## Distribució geogràfica
Es troba a Sud-amèrica: conca del riu Caquetà.